# زندگی گذشته (ترانه)
«زندگی گذشته» (به انگلیسی: Past Life) ترانه‌ای از خواننده آمریکایی، ترور دنیل است. این ترانه توسط دنیل، فینیاس اوکانل، کارولین پنل، جی استولار، میش کوگین و شان میر نوشته شده‌است و تولید آن توسط اوکانل و شان میر انجام شده‌است. این ترانه توسط آلامو رکوردز و اینترسکوپ رکوردز در ۶ مارس ۲۰۲۰ به عنوان تک آهنگ برای آلبومش، نیکوتین (۲۰۲۰) منتشر شد. ریمیکس رسمی با خواننده آمریکایی، سلنا گومز در ۲۶ ژوئن ۲۰۲۰ منتشر شد.

## تاریخ انتشار
| منطقه        | تاریخ         | قالب                    | برچسب‌ها)        | م.    |
| ------------ | ------------- | ----------------------- | --------------- | ----- |
| مختلف        | ۲۶ ژوئن ۲۰۲۰  | دانلو دیجیتال استریمینگ | آلامو اینترسکوپ | [ ۱ ] |
| استرالیا     | ۲۶ ژوئن ۲۰۲۰  | رادیو ضربه ای معاصر     | جهانی           | [ ۲ ] |
| ایتالیا      | ۰۳ ژوئیه ۲۰۲۰ | رادیو ضربه ای معاصر     | جهانی           | [ ۳ ] |
| ایالات متحده | ۱۴ ژوئیه ۲۰۲۰ | رادیو ضربه ای معاصر     | تقاطع           | [ ۴ ] |